# R.S. Stokvis

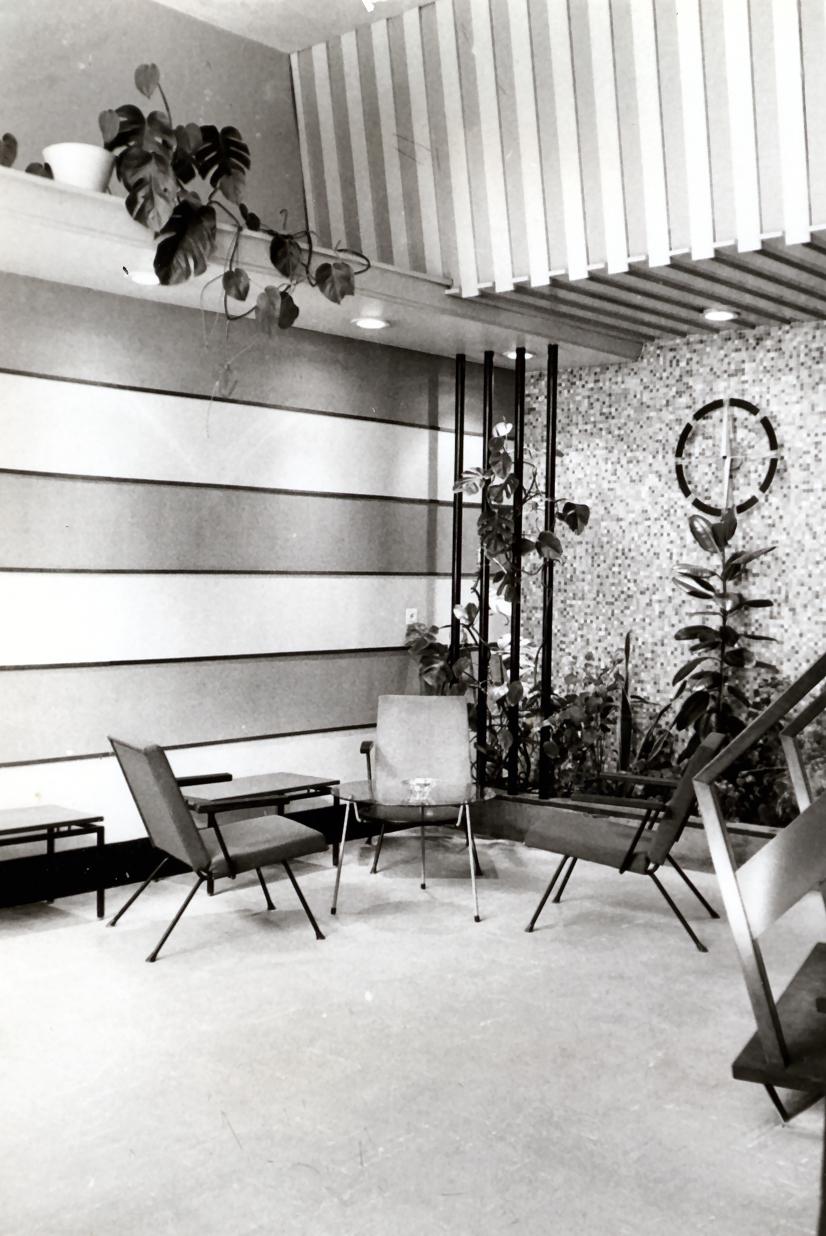
Hal verkoopkantoor Nijmegen in 1970

R.S. Stokvis en Zonen was een Rotterdamse handelmaatschappij die in 1849 werd opgericht. Het bedrijf handelde in ijzer en staal, ijzerwaren, gereedschappen, automaterialen, schokdempers, bougies, hefbruggen, hang- en sluitwerk, elektrotechnisch materiaal, isolatiemateriaal, pakkingen, plastics, radio's en tv's, bromfietsen en fietsen, auto's, oliën, vetten en chemicaliën, maar ook in koffie. Het was het grootste handelsbedrijf in West-Europa. Het bestond als zelfstandige onderneming tot 1972.

## Begin
In 1844 begon Rafaël Samuel Stokvis (1807-1884) met een handel in ‘Brabandsche (lees Belgische) gegoten ornamenten en andere ijzerwaren’ aan het Hang in Rotterdam. Zijn oudste zoon zat in Brussel al in deze branche en breidde in 1849, na zijn terugkeer naar Rotterdam, samen met zijn vader de zaak uit tot een "Handel in Engelsche IJzerwaren, Gereedschappen en Brabantsche Gegoten Ornamenten in het groot" onder de naam "R.S. Stokvis en Zoon", gevestigd aan de Delftschevaart te Rotterdam. De "zoon" is Samuel Rafaël (1827-1908), bijgenaamd S.R. senior. Zijn jongere broer Salomon Raphaël (1833-1905), die S.R. junior werd genoemd kwam vervolgens de gelederen versterken. Vanaf 1859 gingen de beide broers verder onder de naam "R.S. Stokvis en Zonen", zonder hun vader. Aan het eind van de 19e eeuw deden zonen van S.R. senior en junior hun intrede in het familiebedrijf dat in 1904 werd omgezet in een naamloze vennootschap: NV Handelmaatschappij van R.S. Stokvis en Zonen. Op het hoogtepunt had het bedrijf in Nederland achttien filialen, later verkoopkantoren genoemd.

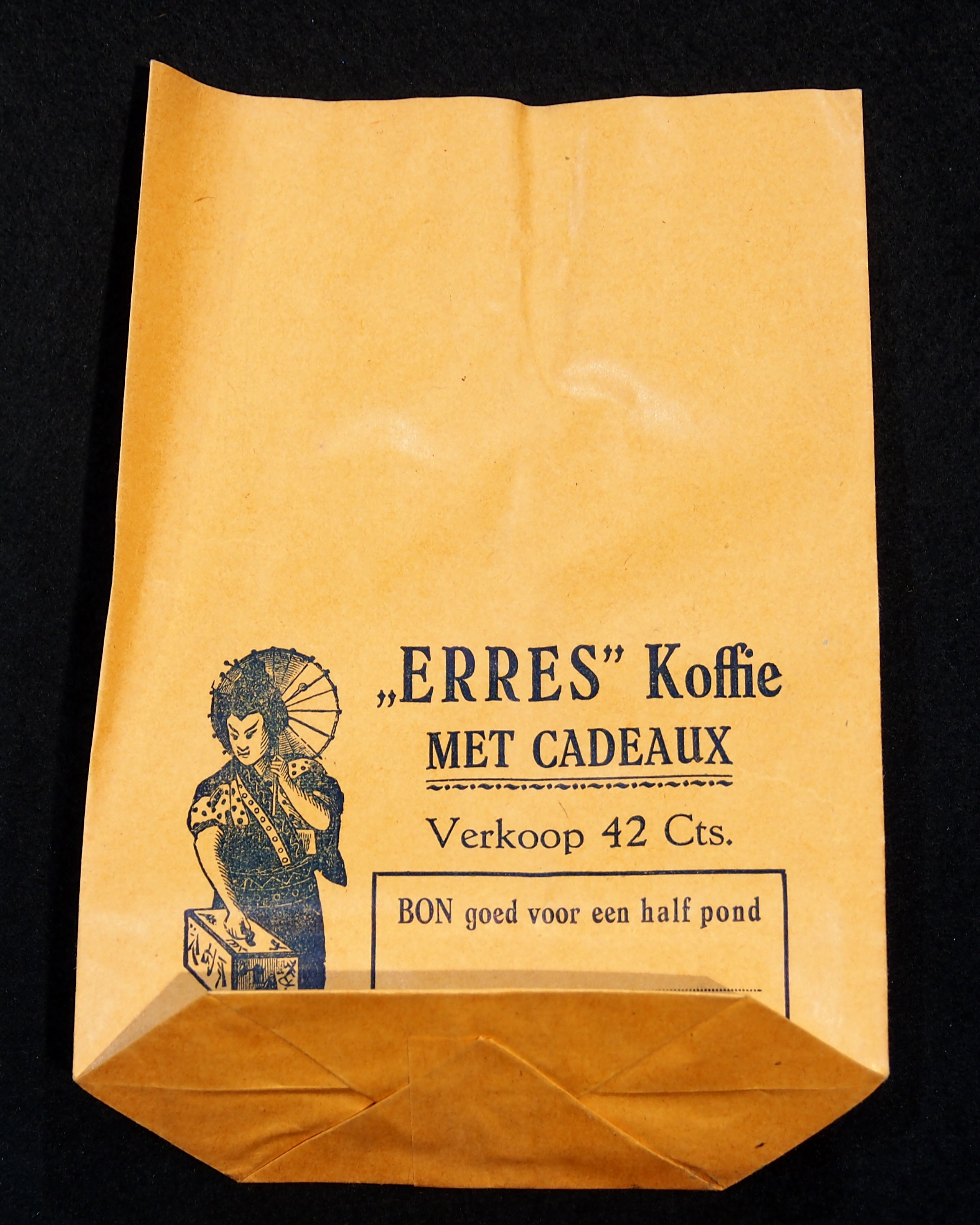
Verpakking voor Erres koffie

## Handelmaatschappij
De handelmaatschappij importeerde en verkocht tal van technische goederen, uiteenlopend van smeermiddelen tot consumentenproducten als rijwielen en bromfietsen. Voor de afzet en service ontwikkelde Stokvis in de loop van de 20e eeuw een landelijk net van vestigingen met magazijnen, met daarnaast een aantal regiokantoren. Het bedrijf (met het hoofdkantoor te Rotterdam) zelf telde in de jaren vijftig twintig handelsafdelingen. Stokvis verwierf belangen in vele handels- en industriële ondernemingen, waarvan het in Den Haag gevestigde Van der Heem, met het merk Erres (= R.S. (Stokvis)) wel het bekendste was. Andere Stokvisbedrijven waren EMI, Indola, en ASW van het merk Fasto (= F(rederik) A(ndré) Sto(kvis)) (kleinzoon van S.R. junior), Gereedschappenfabriek J.H. Rohn (Sassenheim), Nederlandsch Carbidkantoor, de Internationale Industrie en Handelsvereniging, Interland Import/Export GmbH (Wuppertal) en RS Stokvis & Sons Inc (New York).
Stokvisbedrijven fabriceerden vanaf 1948 tot juli 1967 Solex-bromfietsen in licentie. De motor werd gebouwd bij Van der Heem aan de Maanweg in Den Haag. De framebouw en eindassemblage vond plaats bij ENAF (Eerste Nederlandse Autorijwiel Fabriek), een dochtermaatschappij van Van der Heem, ook in Den Haag. Stokvis verzorgde de verkoop.
Daarnaast en fabriceerde of importeerde Stokvis diverse andere (brom)fietsmerken, zoals Amstel, RAP, Zündapp, Mobylette, Kreidler en Puch en ook het fietsmerk Kroon en motorfietsen van BMW en DKW. Daarmee had Stokvis zich tot een conglomeraat ontwikkeld.. De Duitse overheid ontdekte eind jaren dertig dat de Nederlandse import van DKW- en BMW-motorfietsen in handen was van de Joodse firma Stokvis en men besloot de samenwerking onmiddellijk te stoppen. De firma Hart Nibbrig & Greeve (HNG) nam deze import eind 1938 over. En dat terwijl Stokvis-directeur Eriksson ervoor gezorgd had dat de RT 98 in productie bleef toen deze het slachtoffer dreigde te worden van het Schell-plan. De RT 98 was een Onder-de-zestiger, en daarmee in Nederland geweldig populair. Eriksson ging naar Engeland en kreeg Royal Enfield zover een "kopie" van de DKW RT 98 te gaan produceren. Dit werd de Royal Baby. De machine werd echter kortweg "RB" genoemd en had ook een RB-logo op de tank. Daarmee was de gelijkenis met "RT" gewaarborgd. De RB had echter een 125cc-motor.
Het bedrijf was ook importeur van Framo, DKW, Fargo- en Morris-vrachtauto's en Metropolitan-personenauto's. 

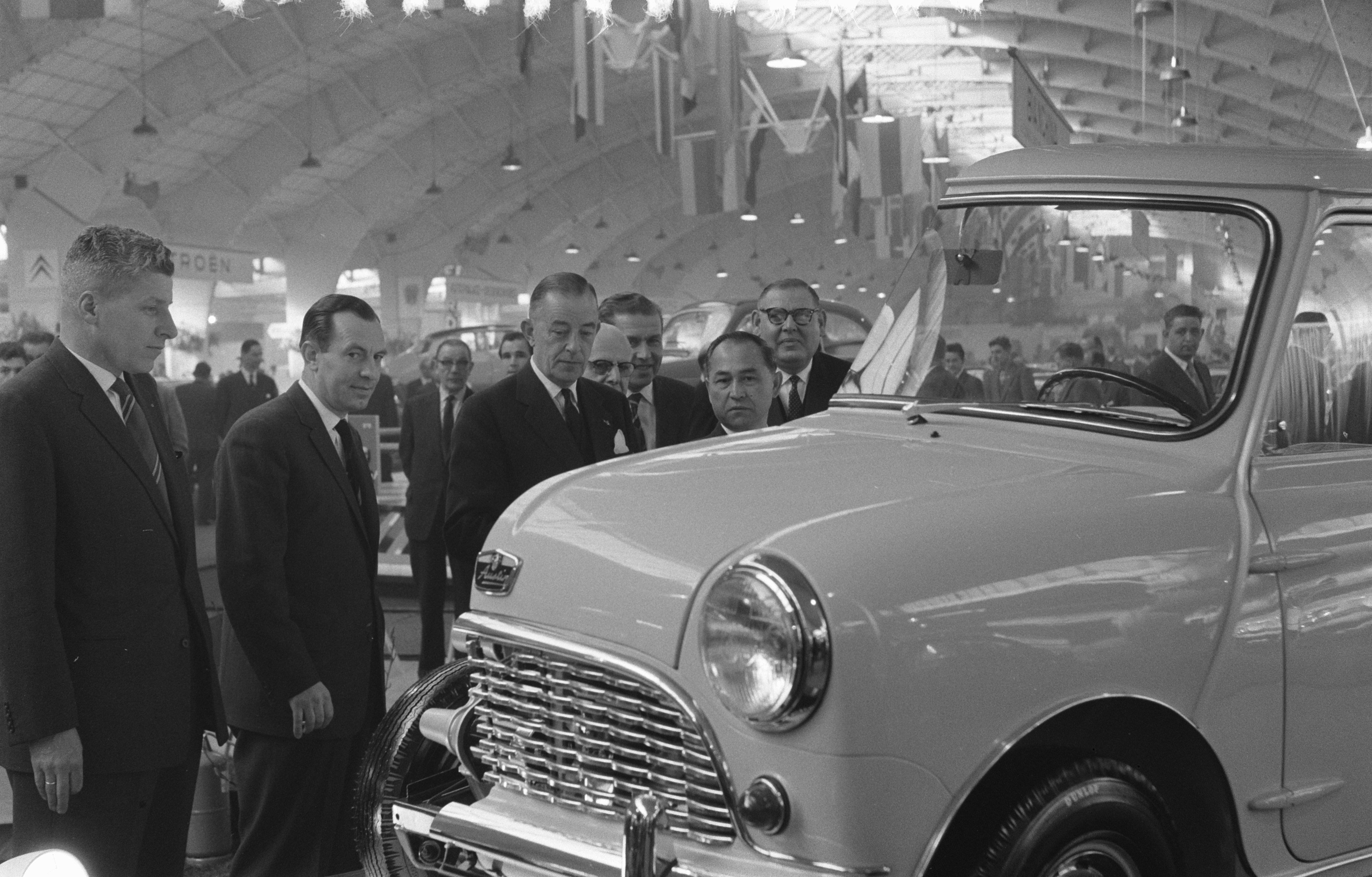
Austin Mini op de 42ste AutoRAI, 18 februari 1960.

In 1938 werd begonnen met de import van Austin-personenauto's. Deze activiteit duurde tot begin 1970, daarna werd de import overgenomen door British Leyland Nederland in Gouda. Hierin had R.S. Stokvis & Zonen als beherend vennoot 40% van de aandelen. Deze aandelen werden in februari 1973 overgenomen door British Leyland International. In juni 1958 begon R.S. Stokvis en Zonen met de assemblage van Austin-vrachtwagens van 3 tot 7 ton. Dit gebeurde in een montagehal aan de Waalhaven te Rotterdam.
Na de overname van Van der Heem door Philips ging Stokvis ook Philips-producten verkopen.

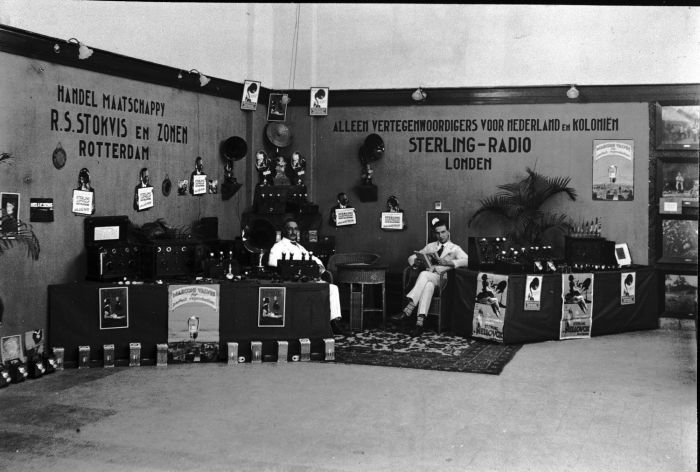
De stand op de Jaarbeurs in Bandung (rond 1924).

Ook in Nederlands-Indië was het bedrijf actief. Radio's en radio-onderdelen werden er geïmporteerd. Koffie werd daarvandaan naar Europa verscheept en onder andere als Erreskoffie verkocht.
Een opvallend importproduct vanaf circa 1910 was de enorme roosmolen of Amerikaanse windmotor (ook wel aeromotor genoemd), die geproduceerd werd door de Vereinigte Windturbine Werke AG te Dresden onder de merknaam Hercules Metallicus.

## Nadagen
Stokvis bleef lange tijd een familiebedrijf, waarbij tot 1972 nazaten van Samuel Raphael en Solomon Raphael in de directie of leiding zaten. In 1972 kwam Stokvis in handen van Ogem, dat echter begin jaren tachtig in moeilijkheden kwam en uiteindelijk failliet ging in 1983. In mei 1982 was Stokvis daarom aan Pakistaanse beleggers verkocht en daarna wisselde het nog herhaaldelijk van eigenaar.
In 1994 werd Stokvis overgenomen door Koninklijke Borsumij Wehry N.V., een handelmaatschappij die zich had ontwikkeld tot een nog diverser conglomeraat. Deze verkocht Stokvis, dat nog 900 medewerkers had, aan de fietsenfabrikant Union, dat 225 medewerkers telde, om vervolgens een meerderheidsbelang in Union te nemen. Borsumij is in 1995 weer overgenomen door handelhuis Hagemeyer. Hagemeyer voegde Stokvis samen met Amsterdamse Rijtuig Maatschappij (A.R.M.) tot A.R.M.-Stokvis, dat in 2000 door Kroymans werd overgenomen. ARM-Stokvis beperkte zich voornamelijk tot de autobranche, zoals het importeren en leasen van auto's. Ook Kroymans was uitsluitend in deze branche actief.
In april 2009 is Kroymans met de meeste van de werkmaatschappijen failliet gegaan. ARM-Stokvis is voor het faillissement verkocht aan Citadel Enterprises BV. In 2013 heeft Matra Trading de rechten gekocht voor het fietsenmerk Stokvis.

## Familie
Telgen uit de familie Stokvis waren onder anderen Eugène Stokvis en zijn broer Jules Stokvis (1868-1911), eigenaren van onder meer de cacao- en chocoladefabriek Kwatta.